# 17-es busz (Szolnok)
A szolnoki 17-es jelzésű autóbusz a Vasútállomás és a Family Center között közlekedik, állami ünnepnapok kivételével minden nap. A járatot a Volánbusz üzemelteti.

## Útvonala
| Family Center felé | Vasútállomás felé |
| --- | --- |
| Vasútállomás vá. – Jubileum tér – Baross utca – Kossuth Lajos út – Szabadság tér – Kertész utca – Felső Szandai rét – szervizút – Felső Szandai rét – Aldi forduló – Felső Szandai rét – szervizút – Family Center vá. | Family Center vá. – szervizút – Felső Szandai rét – Kertész utca – Szabadság tér – Kossuth Lajos út – Baross utca – Vasútállomás vá. |

## Megállóhelyei
| 0                                                      | Vasútállomás végállomás                       | 13 | 2Y, 6, 6Y, 7, 8, 8Y, 13, 13Y, 14, 15, 15Y, 16, 24, 24A, 27, 28, 33, 38 Helyközi buszok S50 G50 Z50 S60 G60 Z60 S220 S820 IC, EC, EN, sebesvonat, gyorsvonat, expresszvonat |
| 2                                                      | Jólét ABC                                     | 12 | 2Y, 6, 6Y, 7, 7Y, 8, 8Y, 11, 15Y, 21, 27, 28 |
| 4                                                      | Petőfi Sándor út (↓) Móricz Zsigmond utca (↑) | 10 | 2, 2Y, 6, 6Y, 7, 7Y, 8, 8Y, 11, 15Y, 21, 27, 28 |
| 6                                                      | Szapáry út                                    | 8  | 1, 1A, 1Y, 2, 2Y, 6, 6Y, 7, 7Y, 8, 8Y, 9, 11, 15Y, 20, 21, 23, 27, 28 |
| 8                                                      | Szabadság tér                                 | 6  | 2, 2Y, 6, 6Y, 7, 7Y, 8, 8Y, 15Y, 27, 28, 34B |
| 10                                                     | Tiszaliget                                    | 2  | 6, 6Y, 7, 7Y, 8, 8Y, 27, 28, 37 Helyközi buszok |
| 12                                                     | AUCHAN                                        | ∫  | |
| Az ALDI megállóhelyet csak 6 és 21 óra között érintik. |                                               |    | |
| 15                                                     | ALDI                                          | ∫  | |
| 17                                                     | Family Center végállomás                      | 0  | |